# Nagylibercse
Nagylibercse (szlovákul: Ľuboreč) község Szlovákiában, a Besztercebányai kerületben, a Losonci járásban.

## Fekvése
Losonctól 14 km-re délnyugatra fekszik.

## Története
Várát a Kacsics nemzetség Folkus ágából származó Libercsei-család emeltette 1271-ben. Templomát szintén a Libercseiek építtették a 14. században.
A trianoni békeszerződésig Nógrád vármegye Gácsi járásához tartozott.

## Népessége
| Év:            | 1994. | 2004.    | 2014.    | 2024.   |
| -------------- | ----- | -------- | -------- | ------- |
| Emberek száma: | 265   | 293      | 333      | 344     |
| Eltérés:       |       | +10,56 % | +13,65 % | +3,30 % |

| Év:            | 2023. | 2024.   |
| -------------- | ----- | ------- |
| Emberek száma: | 349   | 344     |
| Eltérés:       |       | -1,43 % |

1910-ben 639, többségben szlovák anyanyelvű lakosa volt, jelentős magyar kisebbséggel.
2001-ben 286 lakosából 282 szlovák volt.
2011-ben 339 lakosából 325 szlovák volt.

## Neves emberek
- Itt született Ema Goldpergerová (1853-1917) szlovák nemzetébresztő, néprajzkutató, muzeológus.
- Itt született 1863-ban Ľudovít Maróthy író, evangélikus lelkész.
- Itt született 1865-ben Izabela Božena Sláviková kultúrmunkás.
- Itt született 1923-ban Ján Hrk szlovák zeneszerző.
- Itt élte gyermekkorát Elena Maróthy-Šoltésová (1855-1939) szlovák írónő, szerkesztő.
- Itt hunyt el 1691-ben Peter Sextius egyházi író, evangélikus lelkész.

## Nevezetességek

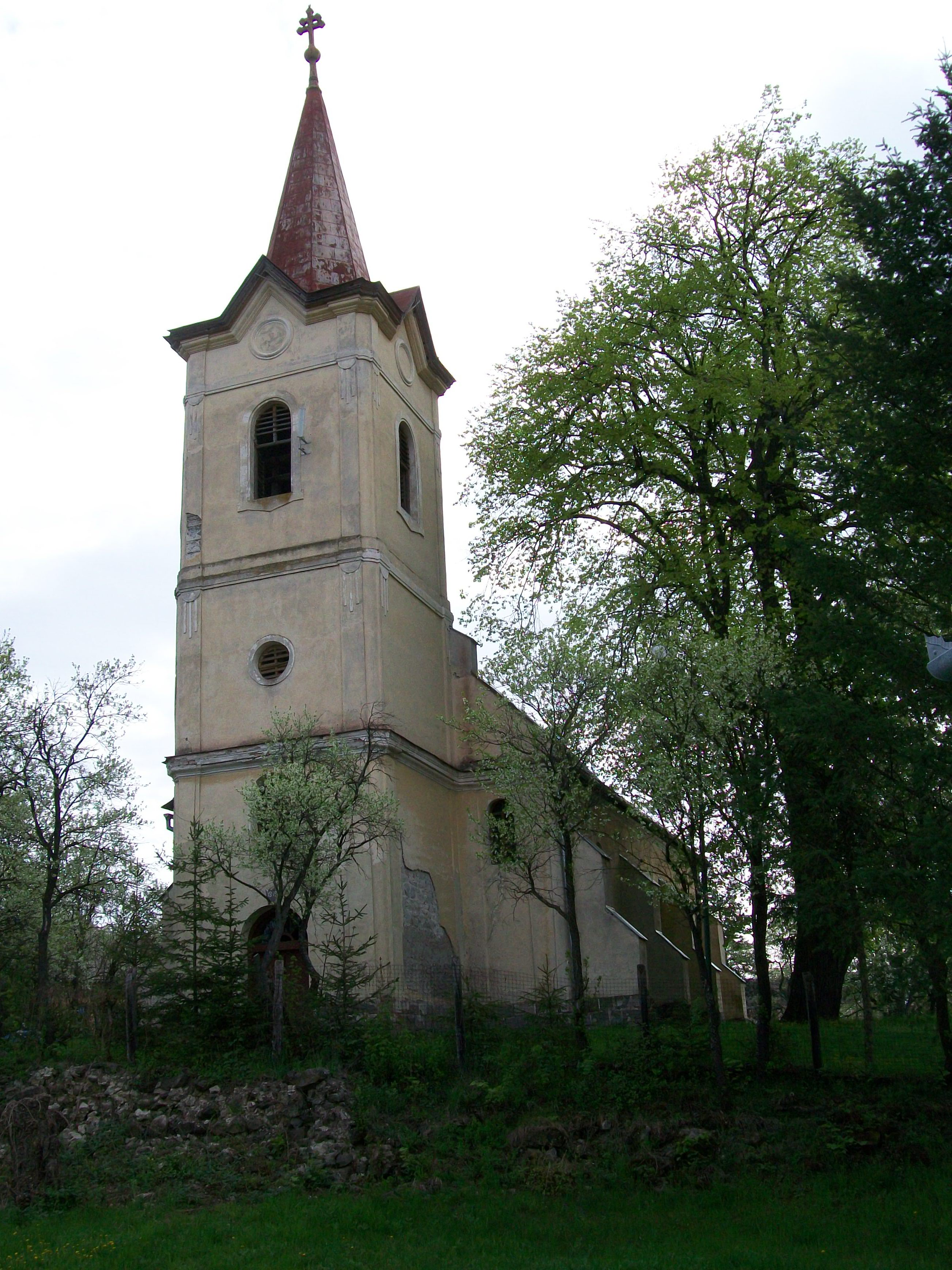
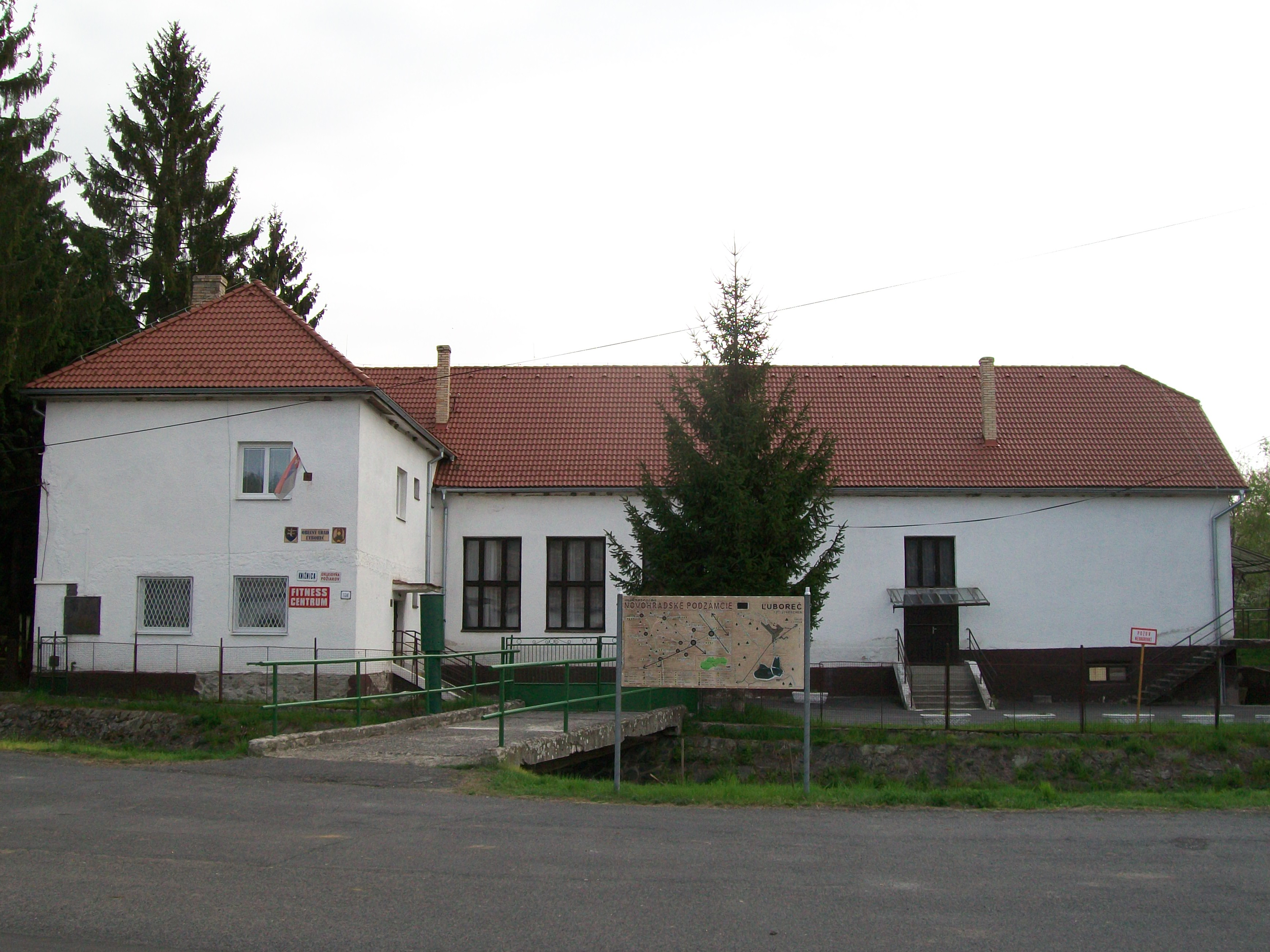
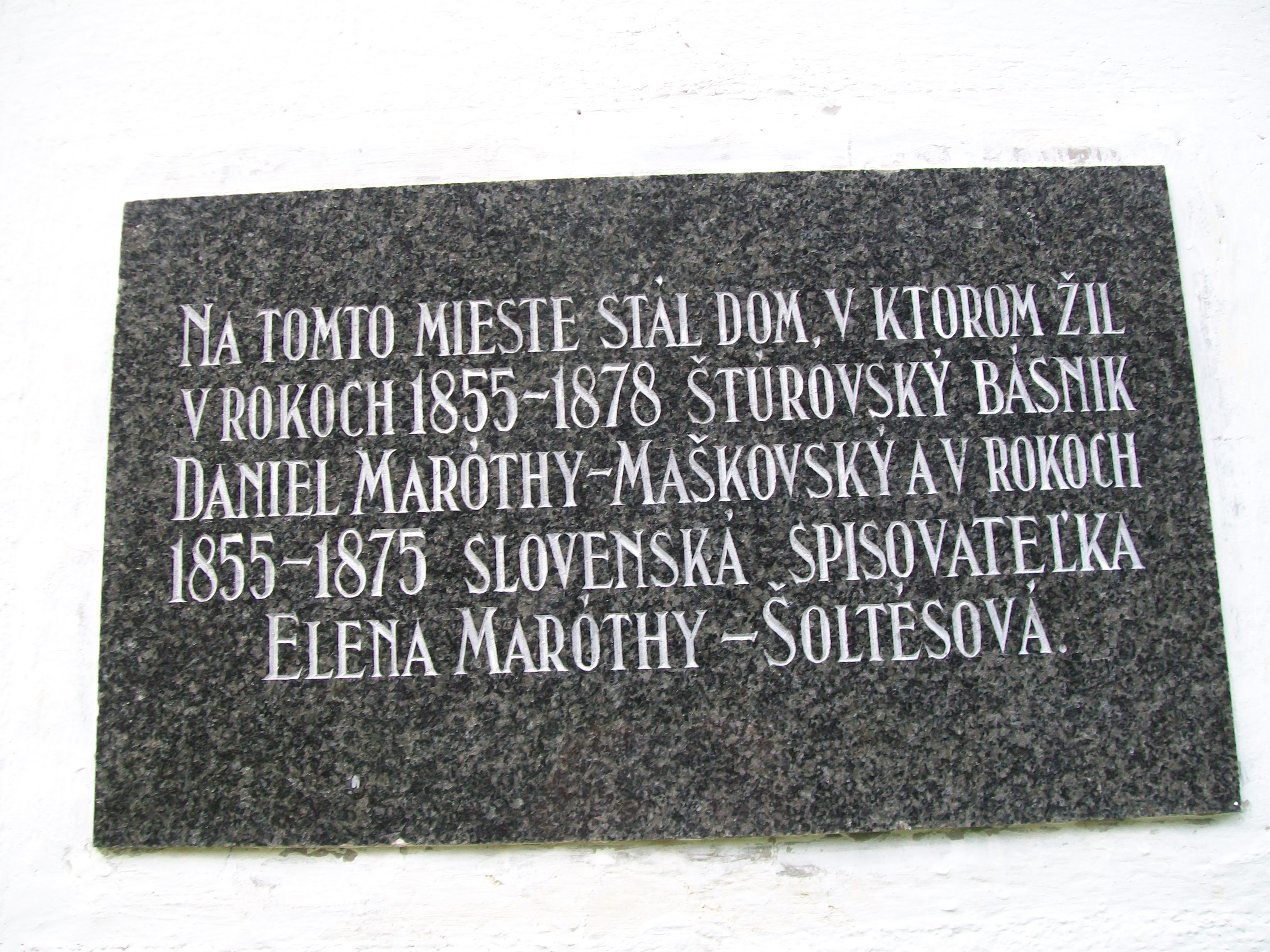

- Gótikus, egyhajós temploma a 14. században épült. A templom legjelentősebb művészettörténeti értékét az 1899-ben felfedezett 14. századi freskói képviselik, melyeket először 1901-ben restauráltak. Hajójának fennmaradt freskótöredéke Pietà-jelenetet ábrázol. A szószékre vezető lépcsők mentén lévő freskótöredék férfi- és nőalakjában a templom építtetőit örökítették meg. Szentélyének nagyméretű freskóján a tizenkét apostol látható. Barokk oltára 18. századi, Krisztus a keresztfán című oltárképét Kubányi Lajos festette 1902-ben.[3]
- A Liszec-hegyen épült középkori várának csupán talajszint alatti alapfalai maradtak fenn.